# Limited Run Games
Limited Run Games est une entreprise américaine de distribution de jeux vidéo. Elle se spécialise dans la distribution en format physique de jeux qui sont à l'origine sortis en format dématérialisé, notamment sur PlayStation 4, PlayStation Vita et Nintendo Switch,,.
Ils fabriquent également, dans une logique de retrogaming, des cartouches neuves, et des jeux inédits, pour des consoles antérieures au smartphone.